# Tre donne alla fontana
Tre donne alla fontana è un dipinto a olio su tela (203,9x174 cm) realizzata nel 1921 dal pittore spagnolo Pablo Picasso. È conservato nel Museum of Modern Art di New York.
Il quadro è stato realizzato a Fontainebleau.
Nel 1920 Picasso compie un viaggio a Roma e osserva l'opera di Michelangelo, si nota infatti un riferimento nella monumentalità plastica dei corpi solidi e massicci, come fossero sculture.
Rappresenta tre figure femminili così massicce da occupare quasi tutto lo spazio. La donna in piedi sulla sinistra indossa una veste che ricorda le scanalature delle colonne; quella al centro, per la rotondità delle forme e per il fatto che versa dell'acqua allude alla fecondità della natura.
Si tratta di immagini che trasferiscono il soggetto rappresentato su un piano arcano e misterioso, non quindi figure reali, ma che vogliono trasmettere contenuti particolari e simbolici.